# 벌교공공도서관
벌교공공도서관은 전라남도 보성군 벌교읍 벌교리 소재의 공공 도서관이다.

## 연혁
- 1990년 7월 19일 보성군 벌교공공도서관 개관.

## 이용 안내
이용 시간
- 자료실(종합ㆍ어린이ㆍ디지털): 평일(화~금) 09:00 ~ 18:00 / 주말(토ㆍ일) 09:00 ~ 17:00
- 열람실: 하절기 08:00 ~ 22:00 / 동절기 08:00 ~ 21:00

휴관일
- 매주 월요일
- 일요일이 아닌 법정공휴일(법정공휴일과 주말이 겹칠 경우 휴관)
- 특별한 사유로 관장이 지정한 날